# Leptopeza antennalis
Leptopeza antennalis är en tvåvingeart som beskrevs av Axel Leonard Melander 1927. Leptopeza antennalis ingår i släktet Leptopeza och familjen puckeldansflugor.
Artens utbredningsområde är North Carolina. Inga underarter finns listade i Catalogue of Life.